# Storia d'inverno
Storia d'inverno (Winter's Tale) è un film del 2014 scritto, diretto e prodotto da Akiva Goldsman, al suo esordio come regista.
La pellicola è la trasposizione cinematografica dell'omonimo romanzo di Mark Helprin, scritto nel 1983.

## Trama
Peter Lake, ladro di professione della New York dei primi del Novecento, è un orfano raccolto dalle acque del fiume Hudson da alcuni pescatori di vongole che lo trovano su una piccola barca.
Cresce sotto la cura di un ladro famoso e potente chiamato Pearly Soames, un demone che trova soddisfazione nell'uccidere ed è a capo di una banda chiamata Five Points. Peter dopo aver capito quali erano le intenzioni di Pearly decide di andarsene tradendo, dunque, le aspettative del suo mentore, che lo voleva a capo della banda. Il giovane viene così inseguito ma un cavallo bianco e alato gli salva la vita. È lo stesso cavallo bianco che, nella notte prima di fuggire da New York, vuole far rapinare la ricca villa di città di Isaac Penn. Il giovane ladro, intrufolatosi nella casa, rimane colpito dalla figlia di Isaac, che stava suonando il pianoforte, e i due fanno conoscenza. Lei è Beverly Penn, una giovane e bellissima donna dall'immensa chioma rossa malata di consunzione e a un passo dalla morte. Peter se ne innamora perdutamente e decide di rimanere in città anche se inseguito da Pearly. Il giorno seguente la ragazza deve partire per la casa sul lago, dove la sta aspettando il resto della famiglia, e porta Peter con sé. In quel luogo della città Pearly e i suoi non possono arrivare. Passano degli splendidi giorni assieme finché Pearly, rimasto a New York, ingaggia un angelo che con del veleno si appresta a uccidere la ragazza. Beverly, senza saperlo, beve dal bicchiere in cui era stato versato il veleno e muore poche ore dopo, quando lei e Peter sono ancora a letto dopo aver fatto l'amore per la prima volta. Peter è disperato perché era convinto che con il suo amore avrebbe potuto salvare la ragazza in quanto gli era stato detto che dentro di sé possedeva il miracolo per salvare una giovane donna dai capelli rossi.
Peter, tornato a New York, viene catturato da Pearly, che lo spinge da un ponte nel fiume Hudson dopo averlo picchiato a morte. Peter, in realtà, non è morto e, quando emerge dal fiume, la visione che ha di New York è totalmente diversa da quella della città che aveva lasciato.
Si ritrova nel 2014, ma la sua memoria è sparita. Grazie all'aiuto di una giornalista conosciuta per caso, riesce a trovare delle foto di lui e di Beverly durante la vacanza sul lago ghiacciato e tutto gli torna in mente. Ritrovandosi, però, vivo, dopo quasi cent'anni in una città che non conosce, accetta l'aiuto della giornalista. Ritrova anche la sorellina minore di Beverly, che lui aveva conosciuto e ora è ovviamente invecchiata ed è una donna di successo; lei gli fa capire che il miracolo che ha dentro di sé non era, allora, per Beverly, ma per un'altra persona.
Arrivato a casa della giornalista conosce la sua figlioletta, Abby, malata di cancro, e dopo aver intravisto i suoi capelli rossi tutto gli è chiaro: è lei la giovane donna da salvare. Vi è un problema: Pearly, dopo aver scoperto che Peter è ancora vivo, chiede a Lucifero di poter avere uno scontro nel quale chi dovesse perdere morirebbe di morte vera. Peter ritrova il cavallo bianco e vola con la giornalista e la piccola alla casa sul lago inseguito da Pearly che questa volta può raggiungerlo. Dopo lo scontro col demone, Peter ha la meglio e Pearly si tramuta in neve.
Vinto lo scontro, Peter porta la piccola, che appare ormai come morta, sul lettino che era stato preparato per accogliere il corpo morto di Beverly nella speranza di un miracolo. Dopo avervi appoggiato Abby, le dà un bacio sulla fronte e la bambina si risveglia magicamente.
Peter in sella al suo bianco cavallo alato raggiunge la sua amata Beverly in cielo trasformandosi in una stella.

## Produzione
Il budget del film è stato di circa 46 milioni di dollari.
Le riprese del film si sono iniziate il 26 ottobre 2012 e sono terminate il 19 febbraio 2013 e si sono svolte a New York.

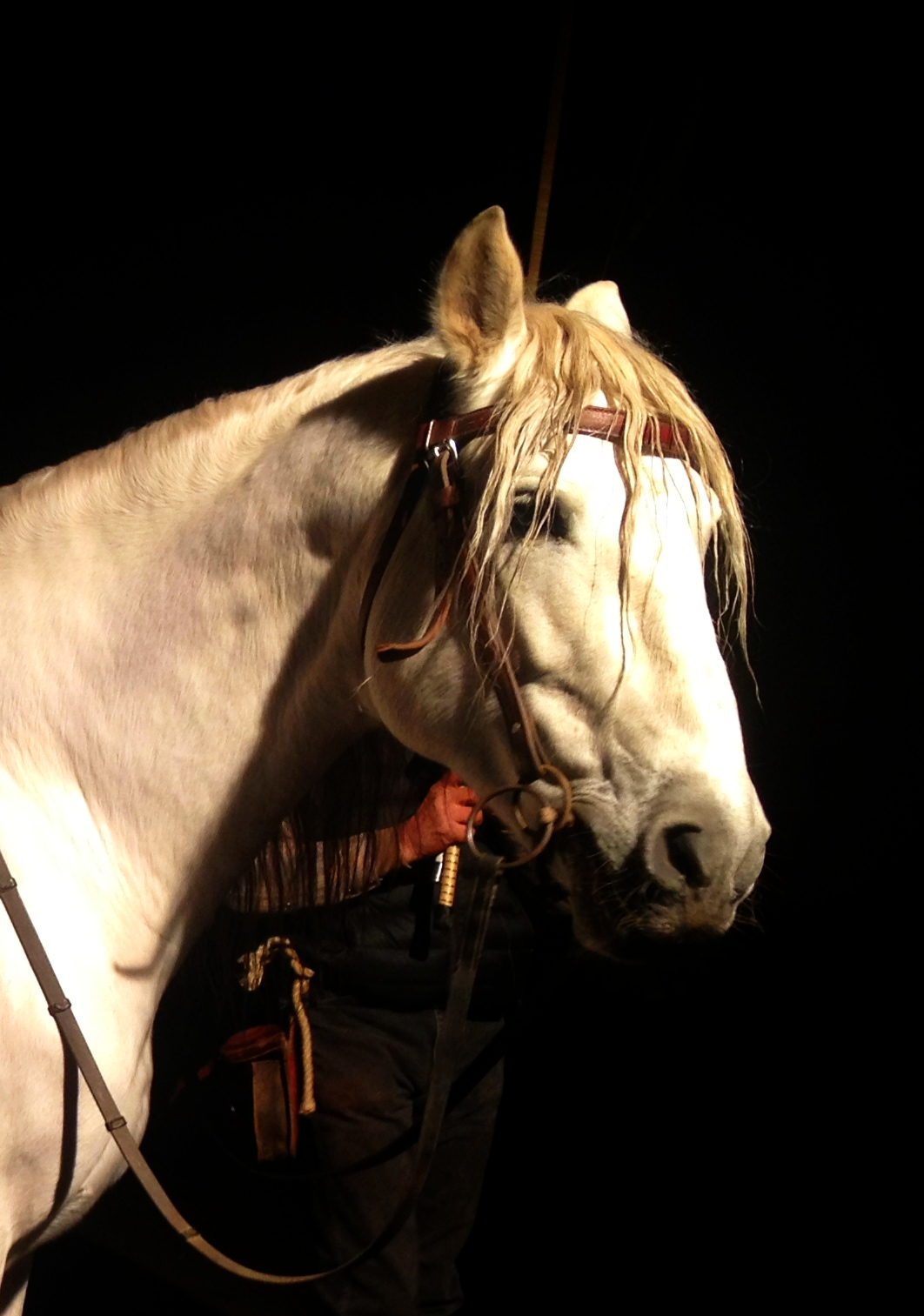
Lo stallone andaluso Listo sul set

### Cast
Per il ruolo del protagonista Peter Lake, furono presi in considerazione gli attori Tom Hiddleston, Garrett Hedlund, Aaron Taylor-Johnson, Luke Evans, Liam Hemsworth e Benjamin Walker, prima che fosse definitivamente scelto Colin Farrell.
Per il ruolo di Beverly Penn invece sono state valutate le attrici Bella Heathcote, Lily Collins, Sarah Gadon, Gabriella Wilde ed Elizabeth Olsen, ma il ruolo andò poi a Jessica Brown Findlay.
Il cavallo volante Athansor è interpretato dallo stallone andaluso Listo.

## Promozione
Il primo trailer viene diffuso il 7 novembre 2013 sul canale ufficiale You Tube della Warner Bros., seguito subito dopo dalla versione sottotitolata in italiano. Il primo trailer italiano viene diffuso il 26 novembre.

## Distribuzione
La pellicola è stata distribuita nelle sale cinematografiche statunitensi a partire dal 14 febbraio 2014, mentre in Italia è arrivata il 13 febbraio.